# Ахмед Набіль Кока
Ахмед Набіль Кока (араб. احمد نبيل كوكا, нар. 4 липня 2001, Каїр) — єгипетський футболіст, півзахисник клубу «Аль-Аглі» і національної збірної Єгипту.

## Клубна кар'єра
Народився 4 липня 2001 року в Каїрі. Вихованець футбольної школи клубу «Аль-Аглі». Дорослу футбольну кар'єру розпочав 2020 року в основній команді того ж клубу. За перші чотири роки професійної кар'єри здобув у її складі титул чемпіона Єгипту, три Кубка країни, а також два титули переможця Ліги чемпіонів КАФ. 

## Виступи за збірні
З 2023 року залучається до складу молодіжної збірної Єгипту. На молодіжному рівні зіграв у 5 офіційних матчах.
2024 року дебютував в офіційних матчах у складі національної збірної Єгипту.
Того ж 2024 року був включений до заявки олімпійської збірної Єгипту для участі у футбольному турнірі на тогорічних Олімпійських іграх у Парижі.
| Дата      | Місто | Господарі | Результат | Гості    | Турнір           | Голи | Примітки |
| --------- | ----- | --------- | --------- | -------- | ---------------- | ---- | -------- |
| 26-3-2024 | Каїр  | Єгипет    | 2 – 4     | Хорватія | товариський матч | -    | 46'      |
| Усього    |       | Матчів    | 1         |          | Голів            | 0    |          |

## Титули і досягнення
- Чемпіон Єгипту (1):

«Аль-Аглі»: 2022/23
- Володар Кубка Єгипту (3):

«Аль-Аглі»: 2019/20, 2021/22, 2022/23
- Володар Суперкубка Єгипту (2):

«Аль-Аглі»: 2022, 2023
- Переможець Ліги чемпіонів КАФ (2):

«Аль-Аглі»: 2022-2023, 2023-2024